# Горенє-при-Дівачі
Горенє-при-Дівачі (словен. Gorenje pri Divači) — поселення в общині Сежана, Регіон Обално-крашка, Словенія. Висота над рівнем моря: 413,7 м. Розташоване на північний захід від Дівача.